# Hispaniolatornuggla
Hispaniolatornuggla (Tyto ostologa) är en förhistorisk utdöd fågel i familjen tornugglor inom ordningen ugglefåglar. Den förekom tidigare på Hispaniola där den hittats i avlagringar i grottor tillsammans med lämningar av utdöda västindiska däggdjur. Denna art var mycket stor, med en tars lika robust som fjälluggla men mycket längre. Den hade relativt långa tår, vilket kan tyda på att den levde på trädlevande primater och tjockhudade trögdjur. Framför allt kan den ha varit huvudpredator av den likaledes utdöda nyligen beskrivna aparten Antillothrix bernensis. Fågeln dog ut på grund av avskogning och födobrist när dess bytesdjur också dog ut.